# Antônio Carlos (Santa Catarina)
Antônio Carlos is een gemeente in de Braziliaanse deelstaat Santa Catarina. In 2010 telde de gemeente 7.455 inwoners.

## Aangrenzende gemeenten
De gemeente grenst aan Angelina, Biguaçu, Major Gercino, São João Batista, São José en São Pedro de Alcântara.